# Atira Mons
Atira Mons is een berg op de planeet Venus. Atira Mons werd in 1985 genoemd naar Atira, een godin en echtgenote van de Great Spirit Tirawa, bij de Pawnee indianenstam.
De berg heeft een diameter van 152 kilometer en bevindt zich in het quadrangle Metis Mons (V-6).